# Grundgesetz des Staates der Vatikanstadt von 2000
Das Grundgesetz des Staates der Vatikanstadt (italienisch Legge fondamentale dello Stato della Città del Vaticano) wurde am 26. November 2000 von Papst Johannes Paul II. verkündet und trat am 22. Februar 2001 in Kraft.
Es ersetzte das Grundgesetz des Staates der Vatikanstadt von 1929, das von Papst Pius XI. infolge der Lateranverträge erlassen worden war.
Es wurde seinerseits durch das am 13. Mai 2023 von Papst Franziskus verkündete und am 7. Juni 2023 in Kraft getretene Grundgesetz des Staates der Vatikanstadt von 2023 ersetzt.

## Inhalt

Flagge der Vatikanstadt

Das Grundgesetz besteht ausschließlich aus einem organisatorischen Teil und nicht aus einem organisatorischen und programmatischen Teil, wie allgemein üblich. Es besteht aus 20 Artikeln, die folgende Aspekte regeln:
- Artikel 1 des Grundgesetzes vereint die Gewalten der Legislative, Exekutive und Judikative in der Person des Papstes (der als Amtsinhaber des Heiligen Stuhles auch Souverän des Vatikanstaates ist).
- Artikel 2 regelt die auswärtigen Beziehungen und überträgt sie dem Staatssekretariat der Römischen Kurie.
- Die Artikel 3–14 behandeln die Legislative und die Exekutive, die im Namen des Papstes durch eine Kardinalskommission ausgeübt werden.
- Die Artikel 15–19 behandeln die Judikative. Dabei wird ein Revisionsrecht eingeräumt und dem Papst das ausschließliche Begnadigungsrecht zugesprochen.
- Artikel 20 definiert die Staatssymbole des Staates der Vatikanstadt.

## Besonderheiten
Neben dem Grundgesetz des Staates der Vatikanstadt gibt es noch weitere verfassungsrechtlich normative Gesetze für den Vatikan:
So definiert der Codex des kanonischen Rechts in seinem „Buch I Allgemeine Normen“ das Wesen von Gesetzen, Dekreten, Statuten und Ordnungen und in seinem „Buch II Volk Gottes“ die hierarchische Verfassung der katholischen Kirche und somit auch die Rechtsstellung des Papstes.
Die Apostolische Konstitution Universi Dominici Gregis regelt die Zeit während der Vakanz des Heiligen Stuhls und die Neuwahl des Papstes.
Die Apostolische Konstitution Pastor Bonus regelt die Zuständigkeiten innerhalb der Kurie.
Der Tag der Verkündung des Grundgesetzes und der Tag des Inkrafttretens sind symbolisch gewählt:
- Der 26. November 2000 als Tag der Verkündung war im kirchlichen Kalender das Christkönigsfest. Damit sollte die Souveränität Jesu Christi betont werden, von dem der Papst seine eigene Souveränität ableitet.
- Der 22. Februar ist der Tag des kirchlichen Festes Kathedra Petri, an dem die katholische Kirche der Übernahme des Bischofsamtes von Rom durch Petrus gedenkt.